# Resolutie 1855 Veiligheidsraad Verenigde Naties
Resolutie 1855 van de Veiligheidsraad van de Verenigde Naties werd unaniem door de Veiligheidsraad van de Verenigde Naties aangenomen op 19 december 2008. De resolutie stond toe dat meer dan voorzien ad litem-rechters werden toegewezen aan zaken in het Rwandatribunaal.

## Achtergrond
Toen Rwanda een Belgische kolonie was, werd de Tutsi-minderheid in het land verheven tot een elitie die de grote Hutu-minderheid wreed onderdrukte. Na de onafhankelijkheid werden de Tutsi verdreven en namen de Hutu de macht over. Het conflict bleef aanslepen, en in 1990 vielen Tutsi-milities verenigd als het FPR Rwanda binnen. Met westerse steun werden zij echter verdreven.
In Rwanda zelf werd de Hutu-bevolking opgehitst tegen de Tutsi. Dat leidde begin 1994 tot de Rwandese genocide. De UNAMIR-vredesmacht van de Verenigde Naties kon vanwege een te krap mandaat niet ingrijpen. Later dat jaar werd het Rwandatribunaal opgericht om de daders te vervolgen.

## Inhoud
Eind 2008 moesten alle rechtszaken van het Rwandatribunaal afgelopen zijn. Twee van de permanente rechters gingen eind 2008 ontslag nemen en drie andere zodra hun lopende zaak was afgerond. Hun vervanging zou overbodig zijn als het tribunaal meer ad litem-rechters aan zaken mocht toewijzen.
Aldus besloot de Raad dat secretaris-generaal Ban Ki-moon op vraag van de voorzitter van het tribunaal meer dan de negen in de statuten voorziene ad litem-rechters mocht toewijzen aan een zaak. Tot 31 december 2009 mochten dat er maximaal twaalf zijn. Paragraaf °2 van artikel °11 van de statuten werd in die zin geamendeerd.

### Annex - Artikel °11: Samenstelling van de kamers
2. Elke rechtskamer mag verdeeld worden in secties van drie rechters. Elke sectie had dezelfde macht als een kamer en kan onder dezelfde regels recht spreken.

## Verwante resoluties
- Resolutie 1823 Veiligheidsraad Verenigde Naties
- Resolutie 1824 Veiligheidsraad Verenigde Naties
- Resolutie 1878 Veiligheidsraad Verenigde Naties (2009)
- Resolutie 1901 Veiligheidsraad Verenigde Naties (2009)

Lijst ·  1795 ·  1796 ·  1797 ·  1798 ·  1799 ·  1800 ·  1801 ·  1802 ·  1803 ·  1804 ·  1805 ·  1806 ·  1807 ·  1808 ·  1809 ·  1810 ·  1811 ·  1812 ·  1813 ·  1814 ·  1815 ·  1816 ·  1817 ·  1818 ·  1819 ·  1820 ·  1821 ·  1822 ·  1823 ·  1824 ·  1825 ·  1826 ·  1827 ·  1828 ·  1829 ·  1830 ·  1831 ·  1832 ·  1833 ·  1834 ·  1835 ·  1836 ·  1837 ·  1838 ·  1839 ·  1840 ·  1841 ·  1842 ·  1843 ·  1844 ·  1845 ·  1846 ·  1847 ·  1848 ·  1849 ·  1850 ·  1851 ·  1852 ·  1853 ·  1854 ·  1855 ·  1856 ·  1857 ·  1858 ·  1859